# Stichtereffect
Het stichtereffect of founder effect is de invloed die de stichtende individuen hebben op de genenpool van de populatie die uit hun nakomelingen bestaat. Als bijvoorbeeld de bevolking van een eiland is voortgekomen uit een beperkt aantal pioniersfamilies, dan zullen bepaalde genetische en de (daarmee samenhangende) uiterlijke kenmerken van de hele populatie sterk verschillen van een doorsneebevolking. Het effect zorgt ook voor een grotere prevalentie van recessieve aandoeningen in deze populaties.

## Voorkomen
Genetisch onderzoek laat zien dat er in vele bevolkingsgroepen sporen van significante stichtergebeurtenissen in de voorbije tweehonderd generaties te vinden zijn. Het komt vooral voor bij populaties die geografisch geïsoleerd zijn, nomadisch leven of endogamie beoefenen. Behalve vaak bestudeerde volkeren als de Finnen en de Asjkenazische Joden, gaat het ook om Amerindianen, Oceaniërs en Zuid-Aziaten. Het sterkste effect werd gevonden bij de Onge, een kleine bevolkingsgroep op de Andamanen.

## Uitbreiding
Bij bepaalde groepen die door hun leefregels niet trouwen met individuen die niet tot hun groep behoren, treedt een vergelijkbaar fenomeen op, dat dan echter meestal inteelt wordt genoemd.

## Gevolgen
Wanneer de genetische variatie van de stichters gering is, kunnen (als gevolg van genetische drift) sommige allelen gefixeerd raken, terwijl andere allelen verloren gaan.
Hierdoor kan de mate van homozygotie sterk toenemen, waardoor (recessieve) erfelijke ziektes vaker voorkomen. Als er een ongebreidelde populatiegroei optreedt (kolonisten!) komen ook dominante trekken waarop geen selectie in negatieve zin optreedt, veel voor.
Op lange termijn kunnen de verschillen tussen de stichterpopulatie en de bronpopulatie zo sterk toenemen dat er soortvorming optreedt.

## Voorbeelden
- Een vorm van porfyrie (porphyria variegata) die wereldwijd gezien zeldzaam is, maar in Zuid-Afrika veel voorkomt en waarvan nagenoeg alle patiënten in dat land te herleiden zijn tot 1 gemeenschappelijk (Nederlands) voorouderpaar, Gerrit Jansz en zijn vrouw Ariaantje Jacobs, rond 1688, bij wie vier van hun acht kinderen de ziekte hadden. Ze hebben allemaal dezelfde mutatie R59W. Het aantal patiënten met porphyria variegata in Zuid-Afrika wordt inmiddels op 30 à 40.000 geschat.[2] Naar schatting waren in 1972 één miljoen van de drie miljoen blanke Zuid-Afrikanen nakomelingen van de eerste 40 kolonisten.[3]
- Polydactylie bij de amish.
- Immuunziekten bij het rund door frequent gebruik (inteelt) van een populaire fokstier, bijvoorbeeld ichtyose bij chianina-kalveren.